# Sicalis columbiana
El chirigüe frentinaranja (Sicalis columbiana), también denominado canario de sabana (en Venezuela), canario del campo, canario ribereño o caribeño (en Colombia) o semillero de frente anaranjado, es una especie de ave paseriforme de la familia Thraupidae perteneciente al género Sicalis. Es nativo del norte y centro norte de Sudamérica. 

## Distribución y hábitat
Presenta una distribución curiosamente fragmentada con tres poblaciones distintas: en la cuenca del Orinoco, desde el este de Colombia hasta el noreste de Venezuela; en el centro de la Amazonia brasileña, a lo largo del río Amazonas y algunos afluentes; y en el interior del Brasil oriental. Ya se reprodujo alguna vez en Trinidad.
Esta especie es considerada local y generalente poco común en sus hábitats naturales: las zonas semiabiertas, generalmente cerca del agua, en playas de arena al largo de ríos, y a veces cerca de habitaciones humanas rurales, pero difícilmente en ciudades. Hasta los 300 m s. n. m.

## Descripción
Mide unos 11,5 cm de longitud. El macho recuerda al macho de chirigüe azafranado (Sicalis flaveola), pero más pequeño, tiene la frente de una naranja más intenso que no se extiende hacia atrás de la corona y su lorum es ennegrecido, algunos individuos presentan el pecho anaranjado lavado. La hembra tiene las partes superiores de tonos gris verdoso con las inferiores blanquecinas, que se hace pardo lavado hacia las alas y cola. Diferente del chirigüe azafranado, los juveniles no presentan estrías.

## Comportamiento
Es visto en pareja o en pequeñas bandadas (en Venezuela, a veces junto al chirigüe azafranado).

### Alimentación
Busca alimento en el suelo, en campo abierto, pero reposa libremente en árboles, cercas y construcciones.

## Sistemática

### Descripción original
La especie S. columbiana fue descrita por primera vez por el naturalista alemán Jean Cabanis en 1851 bajo el nombre científico Sycalis columbiana; la localidad tipo errada «Puerto cabello, enmendada para Ciudad Bolívar, Río Orinoco, Venezuela».

### Etimología
El nombre genérico femenino Sicalis proviene del griego «sikalis, sukalis o sukallis»: pequeño pájaro de cabeza negra, mencionado por Epicarmo, Aristóteles y otros, no identificado, probablemente un tipo de curruca Sylvia; y el nombre de la especie «columbiana» se refiere a la localidad tipo errda, situada en Colombia.

### Taxonomía
Los datos presentados por los amplios estudios filogenéticos recientes demostraron que la presente especie es próxima de Sicalis luteola, y el par formado por ambas es próximo de Sicalis flaveola.

### Subespecies
Según las clasificaciones del Congreso Ornitológico Internacional (IOC) y Clements Checklist/eBird v.2019 se reconocen tres subespecies, con su correspondiente distribución geográfica:
- Sicalis columbiana columbiana Cabanis, 1851 – centro de Venezuela en el delta y cuenca del río Orinoco, y este de Colombia (Meta y Vichada); ha nidificado una vez en Trinidad.
- Sicalis columbiana goeldii Berlepsch, 1906 – cuenca amazónica de Brasil desde alrededor del río Purus al este hasta el bajo Tapajós y sur de Amapá.
- Sicalis columbiana leopoldinae Hellmayr, 1906 – centro este de Brasil en el sur de Maranhão, Piauí, oeste de Pernambuco, norte y oeste de Bahía, Tocantins y Goiás.